# Chala Regasa
Chala Regasa (30 april 1997) is een Ethiopische atleet, gespecialiseerd in lange afstanden. 

## Carrière
Regasa komt uit de regio Oromia, waar ook o.a. zijn idool Kenenisa Bekele uit afkomstig is. Als kind rende hij al dagelijks 3 km naar school en op 10 jarige leeftijd begon hij ook met trainen. Dit deed hij geïnspireerd door zijn broer Solomon, die ook aan hardlopen deed. Hij begon aanvankelijk met middellangeafstandsloper, gespecialiseerd in de 1500 m. Hij behaalde in 2015 dan ook een bronzen medaille over die afstand tijdens het Afrikaanse Kampioenschap voor junioren in zijn thuisland.
In 2019 was hij als tempomaker onderdeel van de Ineos 1:59 challenge, waarbij Eliud Kipchoge als eerste persoon ooit een marathon onder de 2 uur liep. Door dit succes besloot hij om later marathons te gaan lopen. Tijdens de marathon Rotterdam 2023 debuteerde hij over die afstand met een vijfde plaats in 2:06.11.
Zijn tweede marathon was de marathon van Wenen in 2024, deze won hij ondanks winderige omstandigheden in de derde snelste tijd ooit in deze wedstrijd.

## Palmares

### 1500 m
- 2015:  Afrikaans Junioren Kampioenschap in Addis Abeba - 3:44.92
- 2017: 4e FBK Games - 3:34.57

### 3000 m
- 2018: 4e Golden Spike Ostrava - 7:38.78

### 5000 m
- 2018:  Nacht van de Atletiek - 13:06.98

### 10 km
- 2019:  10 km van Valencia - 27.23
- 2020: 8e 10 km van Valencia - 28.00

### 10 Engelse Mijl
- 2019: 7e Dam tot Damloop - 48.32

### Halve marathon
- 2021:  Halve marathon van Barcelona - 1:00.38
- 2022: 6e Halve marathon van Kopenhagen - 59.13
- 2022:  Halve marathon van New Delhi - 1:00.30

### Marathon
- 2023: 5e Marathon Rotterdam - 2:06.11
- 2024:  Marathon van Wenen - 2:06.35